# Бритс (город)
Бритс (Brits) — административный центр местного муниципалитета Мадибенг в районе Боджанала Платинум Северо-Западной провинции (ЮАР).

## История
Город был основан в 1924 году на месте фермы Рооде Копьес, и назван по фамилии владельца фермы Йоханнеса Николааса Бритса.

## Экономика
Город — центр богатого сельскохозяйственного региона (зерновые, цитрусовые, овощи на поливных землях). Здесь расположен ряд машиностроительных предприятий, включая сборочный цех Альфа-Ромео. Практически вся южноафриканская платина добывается в шахтах, расположенных вокруг Бритса.

## Животные
Бритс является родиной первого клонированного животного в Африке — коровы.